# Pieni Huhtisaari (ö i Päijänne-Tavastland)
Pieni Huhtisaari är en ö i Finland. Den ligger i sjön Ruotsalainen och i kommunen Heinola i den ekonomiska regionen  Lahtis ekonomiska region  och landskapet Päijänne-Tavastland, i den södra delen av landet, 130 km nordost om huvudstaden Helsingfors. Öns area är 2,7 hektar och dess största längd är 240 meter i öst-västlig riktning.